# Roberto Donati
Roberto Donati (Rieti, Italia, 15 de marzo de 1983) es un atleta italiano, especialista en la prueba de 4 x 100 m en la que llegó a ser subcampeón europeo en 2010.

## Carrera deportiva
En el Campeonato Europeo de Atletismo de 2010 ganó la medalla de plata en los relevos 4 x 100 metros, con un tiempo de 38.17 segundos que fue récord nacional italiano, llegando a meta tras Francia (oro) y por delante de Alemania, siendo sus compañeros de equipo: Simone Collio, Emanuele Di Gregorio y Maurizio Checcucci.